# Carlos Alberto Suárez
Carlos Alberto Suárez (Lamadrid, Tucumán; 17 de marzo de 1963 - Concepción, Tucumán, 14 de marzo de 2011) fue un futbolista argentino que jugaba como defensor.

## Trayectoria

### Concepción
Suárez empezó su carrera futbolística en Concepción, donde debutó de muy joven, a los 16 años. Suárez fue uno de los jugadores más destacados del cuervo que fue subcampeón de la Liga Tucumana en 1978.
Tuvo otros pasos por Concepción, en 1983 y 1986, cuando jugó la Liguilla Pre-Libertadores.

### Atlético Tucumán
En 1981 es prestado a Atlético Tucumán, para disputar el Nacional 1981. En el decano jugó hasta 1982, cuando debió volver a Concepción. 
En 1987 empezó su segundo ciclo en Atlético, cuando el decano debutó en el Nacional B. Suárez jugó en Atlético Tucumán hasta 1994, donde disputó 216 partidos con la camiseta del decano.

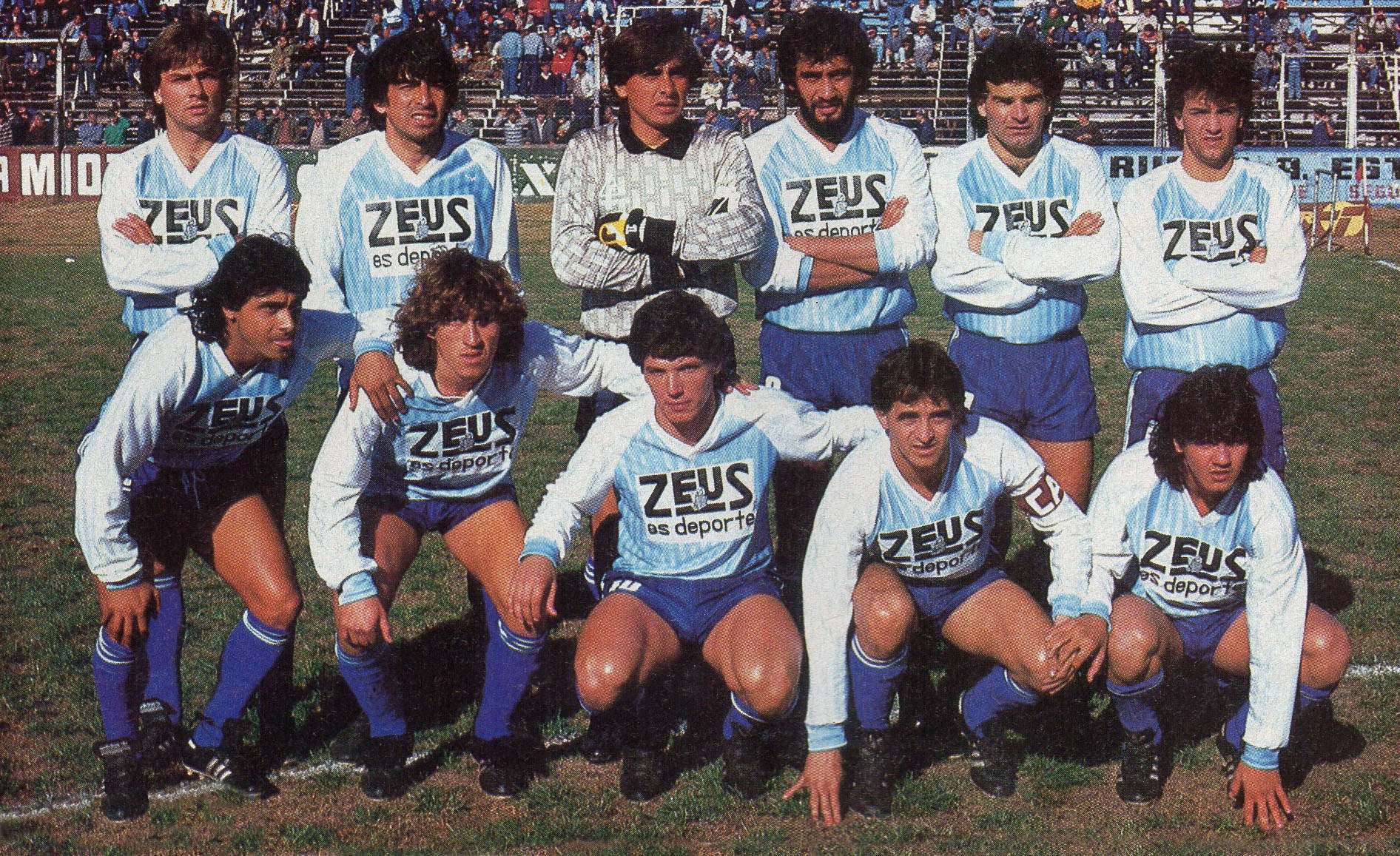
Formación de Atlético Tucumán en 1987.

## Clubes
| Club             | País      |
| ---------------- | --------- |
| Concepción       | Argentina |
| Atlético Tucumán | Argentina |